# Formación Ojo Álamo
La Formación Ojo Álamo, es una formación geológica datada alrededor de 70 a 65 millones de años atrás en el Maastrichtiense durante el Cretácico superior, en el estado de Nuevo México, en Estados Unidos. La litología es de arenisca conglomerada, con concreciones, marrón a blanca, formada en una llanura sedimentaria.

## Paleofauna

### Peces
- Gnathostomata
  - Lepisosteiformes
    - Lepisosteidae
      - Lepisosteus sp.

### Reptiles
- Reptilia
  - Testudines
    - Baenidae
      - Compsemys sp.

  - Arcosauria
    - Crocodylia
      - Crocodylia indet.

### Dinosaurios
- Theropoda
  - Theropoda indet.
  - Coelurosauria
    - Tyrannosauroidea
      - Deinodon sp.

    - Caenagnathidae
      - Ojoraptorsaurus[1]
- Sauropodomorpha
  - Titanosauria
    - Alamosaurus
- Marginocephalia
  - Ceratopsia
    - Ceratopsidae
      - Ojoceratops
- Ornithopoda
  - Hadrosauriformes
    - Hadrosauridae
      - Hadrosauridae indet.
- Thyreophora
  - Ankylosauria
    - Ankylosauridae
      - Glyptodontopelta mimus